# 2654 Ristenpart
A 2654 Ristenpart (ideiglenes jelöléssel 1968 OG) a Naprendszer kisbolygóövében található aszteroida. Carlos Torres fedezte fel 1968. július 18-án.